# Гаврилица, Алла Анатольевна
Алла Анатольевна Гаврилица (рум. Ala Gavriliță; род. 5 сентября 1983) — российская и молдавская баскетболистка. Мастер спорта России.

## Карьера
Начинала свою карьеру в ижевском клубе «ИжГСХА-Ижевск». Позднее выступала за «Надежду». В 2007 году в составе студенческой сборной России стала серебряным призером Летней Универсиады в Банкоке. С 2009 по 2013 годы Гаврилица играла в ивановской «Энергии». Помогла команде выйти в баскетбольную Премьер-Лигу. По итогам ее дебютного сезона в элите она стала лучшим снайпером оранжево-черных в регулярном чемпионате и в плэй-ауте.
После завершения клубной карьеры баскетболистка выступала за сборную Молдавии. В ее составе Гаврилица в 2016 году стала бронзовым призером Чемпионата Европы среди малых стран.
Ныне экс-спортсменка работает старшим преподавателем кафедры физической культуры Ижевской государственной медицинской академии, а также является тренером по баскетболу в ижевской спортшколе № 3.

## Достижения

### Национальные
- Чемпион Суперлиги: 2010/2011.
- Серебряный призер Суперлиги: 2009/2010.

### Международные
- Серебряный призер Универсиады (1): 2007.
- Бронзовый призер Чемпионата Европы среди малых стран (1): 2016.